# Roverberg
Roverberg of Roversberg (ook wel uitgesproken als Rozenberg) is een gehucht in de gemeente Hulst, in de Nederlandse provincie Zeeland. De in de regio Zeeuws-Vlaanderen gelegen buurtschap bevindt zich ten zuidoosten van Lamswaarde en ten noordwesten van Graauw. Roverberg ligt op de grens van de Eekenissepolder met Oude Graauwpolder en de Oostvogelpolder. De buurtschap ligt aan de Roverberschestraat en de Roverbergsedijk. De buurtschap bestaat uit een klein aantal huizen en boerderijen. Ten noorden van Roverberg ligt het voormalige fort Fort Rooversberg van na 1586. Door de tijd heen heeft de buurtschap verschillende namen gedragen: “Rooversberg”, “Roversberg” en “Roverberg”. De oudste vermelding van de buurschap komt uit 1469: toen werd er gesproken van Roversbergh. De komborden vermelden de naam Roversberg, terwijl de gemeente Hulst spreekt van Roverberg.
De postcode van de buurtschap is 4586, de postcode van Lamswaarde.
Stad: Hulst

Dorpen: Clinge · Graauw · Heikant · Hengstdijk · Kapellebrug · Kloosterzande · Kuitaart · Lamswaarde · Nieuw-Namen · Ossenisse · Sint Jansteen · Terhole · Vogelwaarde · Walsoorden

Buurtschappen: Absdale · Baalhoek · Boschkapelle · Catalijnenweg · Delft · Drie Hoefijzers · Duivenhoek · De Eek · Emmadorp · Fluitershoek · Groenendijk · Halfeind · Hoefkesdijk · Hoek en Bosch · 't Hoekje · 't Jagertje · Kalverdijk · Kampen · Kamperhoek · Keizerrijk · De Knapaf/Droogedijk · Knuitershoek · Koelewei · Koningsdijk · De Kraai · Krabbenhoek · Kreverhille · Kruisdorp · Kruispolderhaven · Kruisweg · Het Lammetje · Luntershoek · Margret · Margretschedijk · Molenhoek · Molenhoek · Muggenhoek (deels) · Noordstraat · Het Oliekot · Oostdijk · Ossenhoek · Oude Kaai · Oudemolen · Oude Stoof · Paal · Patrijzendijk · Patrijzenhoek · Pauluspolder · Perkpolder · Prosperdorp · De Rape · Roskam · Roverberg · Ruischendegat · Rustwat · Saswijk · Schapershoek · Scheldevaartshoek · Schuddebeurs · Sluis/Drie Gezusters · Statenboom · Stoppeldijk (Rapenburg) · Stoppeldijkveer (deels) · Strooienstad · Tasdijk · Tivoli · Tragel · Verkorting · Vijfhoek · Vogelfort · Walenhoek · Zandberg · Zeedorp · Zeegat

Historische plaatsen: Boerenmagazijn · Eekenissepolder · Klein Kuitaart · Vitshoek

Zeeland: Steden en dorpen in Zeeland      Nederland: Provincies · Gemeenten